# Сурис (Острво Принца Едварда)
Сурис (енгл. Souris) је лучка варош у канадској провинцији Острво Принца Едварда и део је округа Кингс. Налази се у североисточном делу острва, у подручју познатом по лепим плажама и великим фармама за узгој кромпира. 
Насеље су као рибарско село 1727. основали француски досељеници из суседне колоније Акадије. Насеље је 1910. добило статус вароши у провинцији ОПЕ. 
Према подацима пописа становништва из 2011. у вароши су живела 1.173 становника у 550 домаћинстава, што је за 4,8% мање у односу на попис из 2006. када су регистрована 1.232 становника.
Привреда почива на сезонском риболову и лову на остриге, пољопривреди (превасходно узгој кромпира) и туризму.